# Perú en los Juegos Paralímpicos de Sídney 2000
La participación de Perú en los Juegos Paralímpicos de Sídney 2000 fue la cuarta actuación paralímpica del país. La delegación peruana estuvo compuesta por 4 atletas —3 hombres y 1 mujer— que compitieron en 3 deportes.

## Deportistas
Los deportistas peruanos que participaron en Sídney 2000 fueron:
| - Equitación (1): - Rosa Loewenthal. - Halterofilia (1): - Juan Chávez (Potencia). | - Natación (2): - Jimmy Eulert. - José Gonzales-Mugaburu. |

## Detalle por deporte

### Equitación
| Atleta          | Evento                  | Final  | Final    |
| Atleta          | Evento                  | Puntos | Posición |
| --------------- | ----------------------- | ------ | -------- |
| Rosa Loewenthal | Estilo libre - Grado II | 54.90  | 20       |
| Rosa Loewenthal | Campeonato - Grado II   | 57.30  | 16       |

### Halterofilia
| Atleta      | Evento | Final | Final    |
| Atleta      | Evento | Total | Posición |
| ----------- | ------ | ----- | -------- |
| Juan Chávez | 75 kg  | 145   | 16       |

### Natación
| Atleta                 | Evento               | Preliminar | Preliminar | Final   | Final            |
| Atleta                 | Evento               | Tiempo     | Posición   | Tiempo  | Posición         |
| ---------------------- | -------------------- | ---------- | ---------- | ------- | ---------------- |
| Jimmy Eulert           | 50 metros braza S3   | ——         | ——         | 56.15   | Medalla de plata |
| Jimmy Eulert           | 50 metros libre S3   | 49.03      | 1          | 50.19   | Medalla de oro   |
| Jimmy Eulert           | 100 metros libre S3  | 2:05.98    | 3          | 2:05.37 | 5                |
| José Gonzales-Mugaburu | 100 metros braza S7  | 1:29.51    | 6          | ——      | ——               |
| José Gonzales-Mugaburu | 100 metros pecho SB6 | 1:46.19    | 5          | ——      | ——               |